# 披针唇舌唇兰
披针唇舌唇兰（学名：Platanthera lancilabris）为兰科舌唇兰属下的一个种。

## 扩展阅读
- 維基物種上的相關：披针唇舌唇兰